# Prepiella miniola
Prepiella miniola är en fjärilsart som beskrevs av George Francis Hampson 1900. Prepiella miniola ingår i släktet Prepiella och familjen björnspinnare. Inga underarter finns listade i Catalogue of Life.